# Maussan Televisión

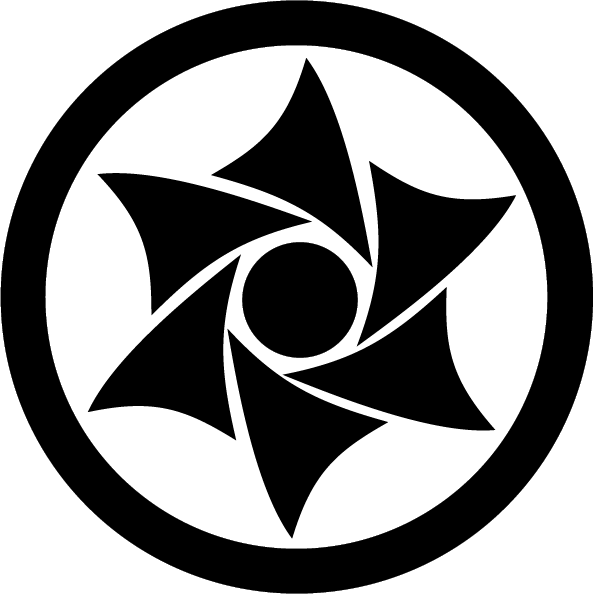

Maussan Televisión es un canal de televisión abierta mexicano dedicado a la Ufología, fundado por el periodista y ufólogo mexicano Jaime Maussan. El canal es propiedad y operado bajo la empresa Blanco y Negro Televisión S.A. de C.V.
Actualmente transmite en televisión abierta por medio de la multiprogramación en estaciones de la red de Imagen Televisión, a través del sub-canal 3.3.

## Retransmisión por televisión abierta
Se retransmite como subcanal en estaciones de Imagen Televisión gracias a un acuerdo con Grupo Imagen. El canal se transmite a través del sub-canal 3.3 de Imagen Televisión  (con la excepción de XHCTRM-TDT de Reynosa, Tamaulipas y XHCTAP-TDT de Agua Prieta, Sonora que ocupan los canales 13.3 y 10.3, respectivamente).  

| Distintivo  | Canal digital | Poblaciones obligatorias a servir                                                                                |
| ----------- | ------------- | --- |
| XHCTAG-TDT  | 18            | Aguascalientes, Aguascalientes Lagos de Moreno, Jalisco. Nochistlán, Zacatecas. León, Guanajuato.                |
| XHCTBA-TDT  | 25            | Bahía de los Angeles, Baja California.                                                                           |
| XHCTEN-TDT  | 24            | Ensenada, Baja California.                                                                                       |
| XHCTME-TDT  | 17            | Mexicali, Baja California. San Luis Río Colorado, Sonora.                                                        |
| XHCTFE-TDT  | 30            | San Felipe, Baja California.                                                                                     |
| XHCTSQ-TDT  | 49            | San Quintín, Baja California.                                                                                    |
| XHCTTI-TDT  | 33            | Tijuana y Tecate, Baja California.                                                                               |
| XHCTCT-TDT  | 22            | Ciudad Constitución, Baja California Sur.                                                                        |
| XHCTGN-TDT  | 28            | Guerrero Negro, Baja California Sur.                                                                             |
| XHCTLP-TDT  | 22            | La Paz, Baja California Sur.                                                                                     |
| XHCTLO-TDT  | 31            | Loreto, Baja California Sur.                                                                                     |
| XHCTSJ-TDT  | 21            | San José del Cabo y Cabo San Lucas, Baja California Sur.                                                         |
| XHCTSR-TDT  | 25            | Santa Rosalía, Baja California Sur.                                                                              |
| XHCTCA-TDT  | 20            | Campeche y Champotón, Campeche.                                                                                  |
| XHCTCM-TDT  | 42            | Ciudad del Carmen, Campeche.                                                                                     |
| XHCTES-TDT  | 20            | Escárcega, Campeche.                                                                                             |
| XHCTHO-TDT  | 40            | Hopelchén, Campeche.                                                                                             |
| XHCTXP-TDT  | 28            | Xpujil, Campeche.                                                                                                |
| XHCTCD-TDT  | 24            | Comitán de Dominguez, Chiapas.                                                                                   |
| XHCTPQ-TDT  | 24            | Palenque y Ocosingo, Chiapas.                                                                                    |
| XHCTCR-TDT  | 27            | San Cristóbal de las Casas, Tuxtla Gutiérrez, Comitán de Domínguez y Ocosingo, Chiapas.                          |
| XHCTTH-TDT  | 29            | Tapachula, Huehuetán y Motozintla, Chiapas.                                                                      |
| XHCTCH-TDT  | 29            | Chihuahua y Ciudad Delicias, Chihuahua.                                                                          |
| XHCTCJ-TDT  | 31            | Ciudad Juárez, Chihuahua.                                                                                        |
| XHCTCC-TDT  | 41            | Ciudad Cuauhtémoc, Chihuahua.                                                                                    |
| XHCTCG-TDT  | 27            | Ciudad Delicias y Ciudad Jiménez, Chihuahua.                                                                     |
| XHCTCJ-TDT  | 31            | Ciudad Juárez, Chihuahua.                                                                                        |
| XHCTMA-TDT  | 23            | Ciudad Madera, Chihuahua.                                                                                        |
| XHCTEE-TDT  | 21            | Creel, Chihuahua.                                                                                                |
| XHCTGC-TDT  | 26            | Guachochi, Chihuahua.                                                                                            |
| XHCTHP-TDT  | 28            | Hidalgo del Parral, Ciudad Camargo y Ciudad Jiménez, Chihuahua.                                                  |
| XHCTOJ-TDT  | 21            | Manuel Ojinaga, Chihuahua.                                                                                       |
| XHCTNC-TDT  | 46            | Nuevo Casas Grandes, Chihuahua                                                                                   |
| XHCTSB-TDT  | 21            | San Buenaventura, Chihuahua.                                                                                     |
| XHCTMX-TDT  | 29            | Ciudad de México y área metropolitana.                                                                           |
| XHCTAA-TDT  | 14            | Piedras Negras y Ciudad Acuña, Coahuila.                                                                         |
| XHCTMC-TDT  | 32            | Monclova y Castaños, Coahuila.                                                                                   |
| XHCTNR-TDT  | 50            | Nueva Rosita, Coahuila.                                                                                          |
| XHCTPF-TDT  | 21            | Parras de la fuente, Coahuila.                                                                                   |
| XHCTSA-TDT  | 26            | Saltillo, Coahuila.                                                                                              |
| XHCTTR-TDT  | 24            | Torreón, Coahuila. Gómez Palacio, Ciudad Lerdo, Cuencamé y Nazas, Durango.                                       |
| XHCTCO-TDT  | 24            | Colima y Tecomán, Colima.                                                                                        |
| XHCTML-TDT  | 25            | Manzanillo y Tecomán, Colima.                                                                                    |
| XHCTCE-TDT  | 23            | Cuencamé, Durango                                                                                                |
| XHCTDG-TDT  | 24            | Durango, Durango.                                                                                                |
| XHCTSP-TDT  | 23            | Santiago Papasquiaro, Durango.                                                                                   |
| XHCTLE-TDT  | 26            | León y Silao, Guanajuato. Lagos de Moreno, Jalisco.                                                              |
| XHCTCY-TDT  | 15            | Celaya, Guanajuato, Irapuato y Salamanca, Guanajuato. Ciudad Hidalgo y Morelia, Michoacán. Querétaro, Querétaro. |
| XHCTAC-TDT  | 21            | Acapulco, Guerrero.                                                                                              |
| XHCTCP-TDT  | 25            | Chilpancingo, Guerrero.                                                                                          |
| XHCTRA-TDT  | 32            | Ciudad Altamirano, Guerrero                                                                                      |
| XHCTIZ-TDT  | 36            | Ixtapa-Zihuatanejo, Guerrero.                                                                                    |
| XHCTIX-TDT  | 16            | Ixmiquilpan, Pachuca y Tula de Allende, Hidalgo. Tamazunchale, San Luis Potosí. San Juan del Río, Querétaro.     |
| XHCTGD-TDT  | 28            | Guadalajara, Jalisco.                                                                                            |
| XHCTTO-TDT  | 14            | Toluca, Estado de México.                                                                                        |
| XHCTMO-TDT  | 34            | Morelia y Pátzcuaro, Michoacán.                                                                                  |
| XHCTUR-TDT  | 35            | Uruapan, Michoacán.                                                                                              |
| XHCTCU-TDT  | 23            | Cuernavaca, Morelos.                                                                                             |
| XHCTNY-TDT  | 22            | Tepic y Santiago Ixcuintla (Peñitas), Nayarit.                                                                   |
| XHCTMY-TDT  | 22            | Monterrey, Sabinas Hidalgo y Montemorelos, Nuevo León.                                                           |
| XHCTSH-TDT  | 36            | Sabinas Hidalgo, Nuevo León.                                                                                     |
| XHCTHL-TDT  | 28            | Huajuapan de Leon, Oaxaca.                                                                                       |
| XHCTOX-TDT  | 16            | Oaxaca, Oaxaca.                                                                                                  |
| XHCTPU-TDT. | 21            | Puebla, Puebla. Tlaxcala, Huamantla y Apizaco, Tlaxcala.                                                         |
| XHCTTE-TDT  | 17            | Tehuacán, Puebla.                                                                                                |
| XHCTCN-TDT  | 22            | Cancún, Quintana Roo.                                                                                            |
| XHCTRV-TDT  | 26            | Rio Verde, San Luis Potosí.                                                                                      |
| XHCTSL-TDT  | 33            | San Luis Potosí, San Luis Potosí.                                                                                |
| XHCTCI-TDT  | 33            | Culiacán y Cosalá-San Ignacio, Sinaloa.                                                                          |
| XHCTLM-TDT  | 33            | Los Mochis, Guasave y Guamúchil, Sinaloa.                                                                        |
| XHCTMZ-TDT  | 21            | Mazatlán, Sinaloa.                                                                                               |
| XHCTAP-TDT  | 26            | Agua Prieta y Cananea, Sonora.                                                                                   |
| XHCTOB-TDT  | 24            | Ciudad Obregón, Huatabampo Y Navojoa, Sonora.                                                                    |
| XHCTHE-TDT  | 28            | Hermosillo, Sonora.                                                                                              |
| XHCTVL-TDT  | 36            | Villahermosa, Cárdenas, Huimanguillo, Paraíso, Macuspana, Cunduacán y Frontera, Tabasco.                         |
| XHCTNL-TDT* | 35            | Nuevo Laredo, Tamaulipas.                                                                                        |
| XHCTRM-TDT  | 22            | Reynosa y Matamoros, Tamaulipas.                                                                                 |
| XHCTVI-TDT  | 20            | Ciudad Victoria y La Rosita Villagrán, Tamaulipas.                                                               |
| XHCTTA-TDT  | 25            | Tampico, Tamaulipas.                                                                                             |
| XHCTCZ-TDT  | 25            | Cerro Azul, Tuxpan, Poza Rica e Ixhuatlán de Madero, Veracruz. Huejutla de Reyes, Hidalgo.                       |
| XHCTLV-TDT  | 16            | Coatzacoalcos, Veracruz. La Venta, Cárdenas, Huimanguillo, Paraíso y Cunduacán, Tabasco.                         |
| XHCTVE-TDT  | 25            | Veracruz, La Antigua, Alvarado y Boca del Río, Veracruz.                                                         |
| XHCTJA-TDT  | 25            | Xalapa, Misantla, Perote, Tlapacoyan, Huatusco, Córdoba, Orizaba y Las Lajas, Veracruz.                          |
| XHCTMD-TDT  | 22            | Mérida y Ticul, Yucatán. Calkini, Campeche.                                                                      |
| XHCTVA-TDT  | 21            | Valparaíso, Zacatecas.                                                                                           |
| XHCTZA-TDT  | 27            | Zacatecas, Jerez de García, Salinas, Guadalupe y Fresnillo, Zacatecas.                                           |

- - Estaciones con canal virtual 13.3.
- - Estaciones con canal virtual 10.3.